# 유나이티드 풋볼 리그 (필리핀)
유나이티드 풋볼 리그는 2010년부터 2016년까지 존속하였던 필리핀의 축구 1부 리그이다. 유나이티드 풋볼 리그는 두개의 디비전으로 나뉘며 디비전 1은 10개 팀으로 구성되어있다. 필리핀의 우기를 피하기 위해 매년 1월부터 6월까지 경기가 치러진다. 스폰서는 LBC 익스프레스이고 현재 LBC 유나이티드 풋볼 리그로 불리고 있다.
2009년 세미프로 형태로 시작되었다.
유나이티드 풋불 리그 출범 이후 오직 하나의 클럽만이 우승을 경험하였다. 현재 챔피언은 필리핀 공군 FC이다.
| 시즌    | 우승           |
| ------- | -------------- |
| 2009–10 | 필리핀 공군 FC |
| 2010–11 | 필리핀 공군 FC |
| 2011–12 |                |

## 참가 클럽
2011-12 시즌 참가 클럽은 다음과 같다.
| 클럽                      | 감독              | 유니폼 공급자 | 2010–11 시즌      |
| ------------------------- | ----------------- | ------------- | ----------------- |
| 필리핀 공군 FC            | 에젤 브라카몬트   |               | 1위               |
| 글로벌 FC                 | 그래엄 맥키넌     | LGR 아슬레틱  | 2위               |
| 그린 아처스 유나이티드 FC | 로돌포 앨리컨트   | LGR 아슬레틱  | 6위               |
| 카야 FC                   | 후안 쿠티야스     | 미즈노        | 4위               |
| 로욜라 메랄코 스파크스 FC | 김철수            | 미즈노        | 5위               |
| 마닐라 노마즈 FC          | 마이클 데니슨     | 휠라          | 승격(디비전2 1위) |
| 파사가드 FC               | 이스마일 세디흐   | 플래닛 스포츠 | 승격(디비전2 3위) |
| 필리핀 육군 FC            | 패트리시오 부미당 | 푸마          | 3위               |
| 필리핀 해군 FC            | 커스토디오 파르콘 |               | 7위               |
| 스탈리온스 FC             | 어니 니에라스     | 아디다스      | 승격(디비전2 2위) |

## 경기장
| 마닐라           | 타기그          | 마카티               | 문틴루파           | 파라냐케           |
| ---------------- | --------------- | -------------------- | ------------------ | ------------------ |
| 리살 기념 경기장 | ASCOM 풋볼 필드 | 마카티 대학교 경기장 | 알라방 컨트리 클럽 | 노마즈 스포츠 클럽 |
| 관중석: 12,873   | 관중석: 1,000   | 관중석: 4,000        | 관중석:            | 관중석: 3,000      |